# Mitrariinae
Mitrariinae, podtribus gesnerijevki smješten u tribus Coronanthereae, dio potporodice Gesnerioideae. Sastoji se od 4 monotipična roda polugrmova i epifita, 3 iz Južne Amerike, i jedan iz Australije.

## Sistematika
1. Subtribus Coronantherinae Fritsch
  1. Mitraria Cav. (1 sp.)
  2. Sarmienta Ruiz & Pav. (1 sp.)
  3. Asteranthera Klotzsch & Hanst. (1 sp.)
  4. Fieldia A. Cunn. (1 sp.)